# Northrop N-1M
Dimensions
Le Northrop N-1M est une des premières ailes volantes construites et est le prédécesseur du Northrop N-9M et du Northrop YB-35. 

## Conception
Le N-1M, qui est la première aile volante produite aux États-Unis, est développé en  1939 et 1940 et vole pour la première fois le 3 juillet 1941 à Baker Dry Lake en Californie. Instable et sous-motorisé, mais d'une conception saine, le N-1M permet le développement par Northrop de ses autres ailes volantes. Jack Northrop commence la construction de ses ailes volantes en s'inspirant du travail des frères Horten sur leurs planeurs avant la guerre, en Allemagne.
L'avion est donné à l'United States Army Air Forces en  1945 et est maintenant exposé au National Air and Space Museum.